# 櫻庭英悦
櫻庭 英悦（さくらば えいえつ、1956年 - ）は、日本の農水官僚。元農林水産省食料産業局長兼内閣官房内閣審議官。大館市特別顧問、秋田銀行地方創生総合アドバイザー、日清食品ホールディングス取締役、キユーピー顧問。秋田県出身。

## 人物
南秋田郡天王町（現潟上市）生まれ。1980年宇都宮大学農学部農業経済学科を卒業し、農林水産省に入省する。農事試験場の専門職で入省し、菅義偉官房長官と同郷であり覚えが良くなった。3分の1を本省以外で勤務し、2001年物価対策室長。2005年食品産業振興課長。2011年に審議官となり、2014年食料産業局長。2016年に辞職。秋田銀行地方創生総合アドバイザー、大館市特別顧問。

## 略歴
- 1980年3月：宇都宮大学農学部農業経済学科卒業[6]
- 1980年4月：農林水産省入省[7]
- 大臣官房総務課課長補佐
- 2001年1月：総合食料局消費生活課物価対策室長[7]
- 2002年10月：大臣官房参事官[7]
- 2005年7月：総合食料局食品産業振興課長[7]
- 2008年4月：北海道農政事務所長[7]
- 2009年7月：大臣官房情報評価課長[7]
- 2011年5月：大臣官房審議官兼大臣官房国際部兼生産局[7]
- 2011年8月：総合食料局次長[7]
- 2011年9月：大臣官房審議官兼総合食料局兼生産局[7]
- 2012年9月：大臣官房審議官兼食料産業局[7]
- 2014年7月：食料産業局長[7]
- 2016年4月：内閣官房内閣審議官併任[7]
- 2016年6月：辞職[8]
- 2016年6月： 株式会社秋田銀行顧問[8]
- 2016年9月：一般社団法人ヤマトグループ総合研究所エグゼクティブアナリスト[7]
- 2016年11月：キユーピー株式会社顧問[8]
- 2020年4月：高崎健康福祉大学農学部客員教授[7]
- 2020年6月：日清食品ホールディングス取締役[7]
- 2021年2月：環境にやさしいプラスチック容器包装協会理事長[7]